# Gerda Posthumus
Gerda Posthumus (27 januari 1960) is een Nederlandse dichteres. Van Gerda Posthumus zijn inmiddels drie gedichtenbundels verschenen: Zeisend licht (2010), Deining rimpeling onderstroom (2015), Niemand kent Vlieland (2016).

## Kort biografie
Gerda Posthumus woont en werkt op Vlieland. Ze schrijft zowel sonnetten als vrije verzen. Het leven op het eiland speelt vaak een rol in haar gedichten. In 2010 won zij de AquaZZ Sonnettenwedstrijd. In datzelfde jaar eindigde zij op de tweede plek van de Jotie T'Hooft poëzieprijs en verscheen in eigen beheer haar eerste bundel Zeisend licht. In 2011 werd zij tweede bij de Plantage Poëzieprijs. In 2015 verscheen haar bundel Deining rimpeling onderstroom binnen het Poëziefonds OPEN van Uitgeverij Kontrast.
Als dichter treedt Gerda Posthumus vaak op tijdens literaire evenementen. Daarnaast verzorgt zij Slauerhoff-wandelingen op Vlieland.

### Eilanddicht van Vlieland
Drie jaar lang was Gerda Posthumus de officiële eilanddichter van Vlieland. In die hoedanigheid schreef zij minimaal zes gedichten per jaar over het eiland. Gedurende haar ambtstermijn werden deze gedichten gepubliceerd in de gemeentelijke nieuwsbrief. Deze gedichten zijn bij het beëindigen van haar officiële ambtstermijn verzameld in de gedichtenbundel Niemand kent Vlieland.

## Bundels
- Zeisend licht (2010)
- Deining rimpeling onderstroom (2015) uitgeverij Kontrast, ISBN 9789490834876
- Niemand kent Vlieland (2016)

- International Standard Name Identifier: 0000 0003 9631 1462
- Nederlandse Thesaurus van Auteursnamen: 328951749
- Virtual International Authority File: 291180612
- WorldCat: E39PBJpymb8FpVVqkv7bgWWhpP